# Murailles de Seggiano
Les murailles de Seggiano (en italien : Mura di Seggiano) constituent le système défensif  de Montorgiali, au nord de la commune de Seggiano, dans la province de Grosseto en Toscane.

## Histoire
Les murailles de Seggiano ont été construites par étapes au cours du Moyen Âge.
Déjà au Xe siècle, une structure défensive primitive fut construite pour protéger le centre du village en développement ; à l'origine, on y trouvait deux portes d'accès au village. L'ouvrage fut réaménagé au cours des siècles suivants, avec l'ajout du complexe fortifié du Cassero Senese (dongon siennois) vers le milieu du XIIIe siècle. À la Renaissance, une troisième porte fut ouverte pour améliorer son accessibilité.

## Description
Les murailles de Seggiano délimitent entièrement le centre historique médiéval du village.
L'ensemble se présente sous la forme d'une courtine en blocs de pierre, dont certaines sections sont visibles et d'autres sont désormais partiellement ou totalement intégrées aux murs d'enceinte extérieurs des bâtiments du centre historique. Le long du périmètre des murs se trouvent trois portes d'accès au village : la Porta San Gervasio, qui a largement conservé les éléments stylistiques originaux de l'époque médiévale , la Porta degli Azzolini, construite par la famille du même nom en collaboration avec les Ugurgeri, à la fin du XVe siècle, et la Porta del Mercato, déjà ouverte au Moyen Âge, mais partiellement reconstruite au cours des derniers siècles.

## Galerie

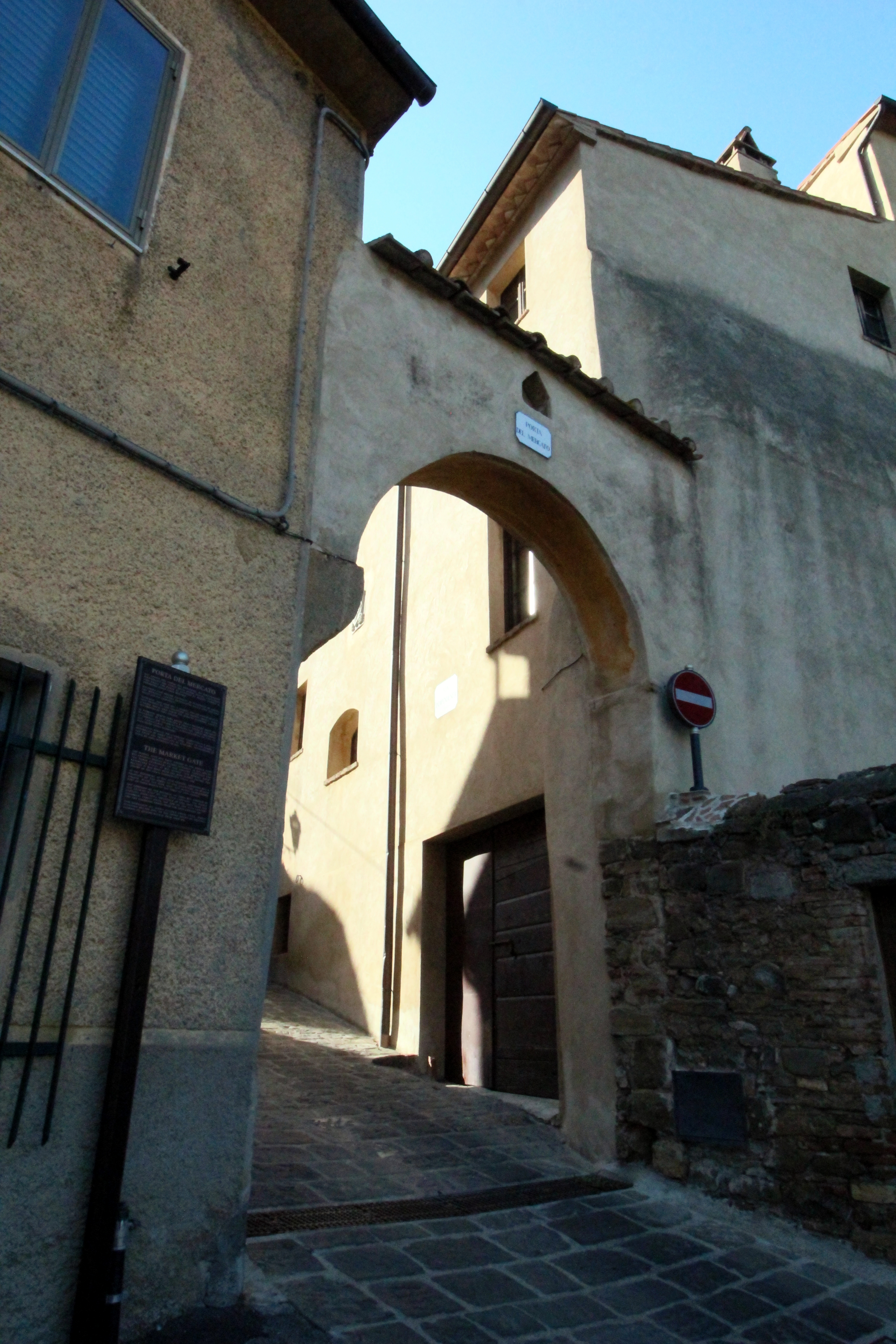
Porta del Mercato
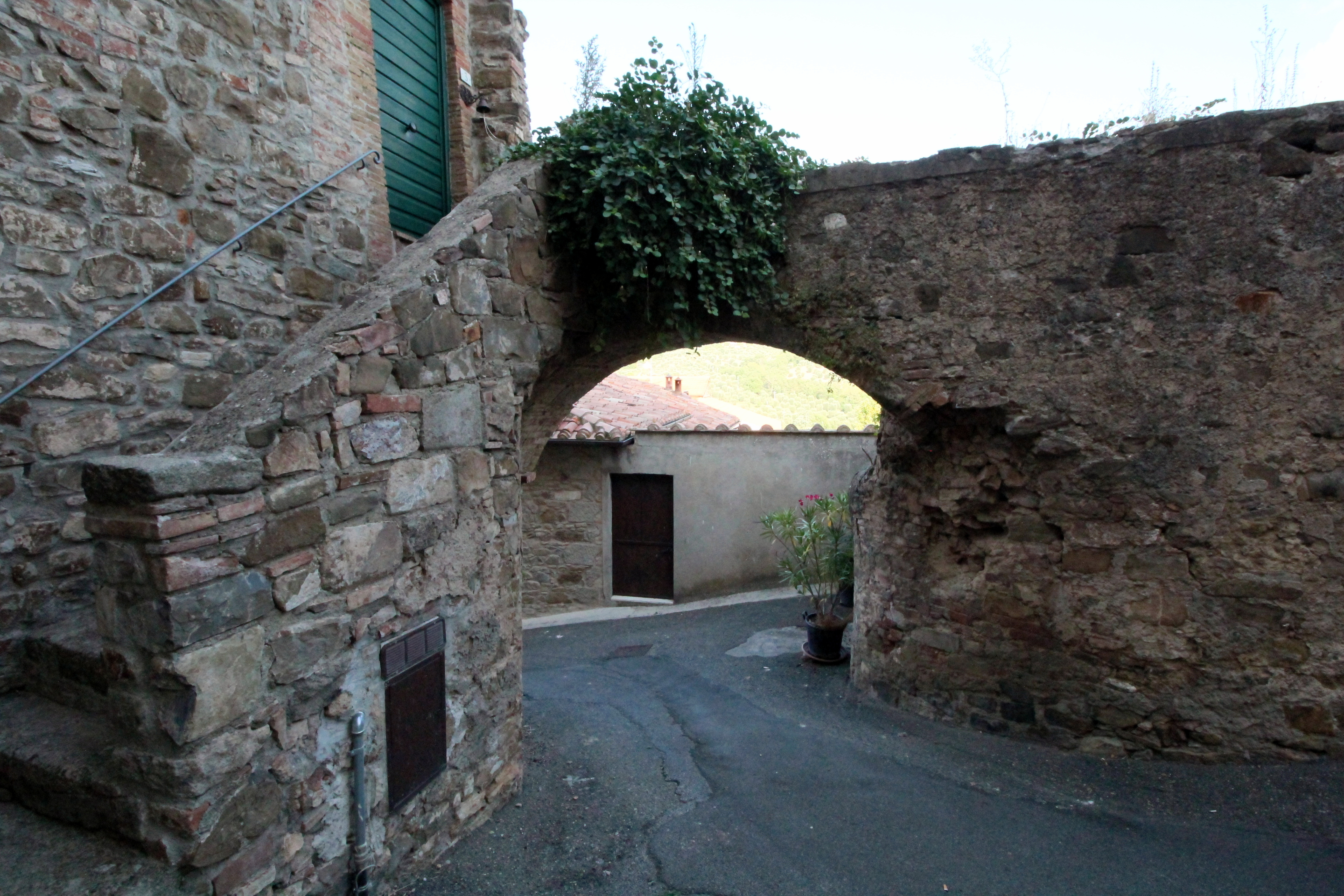
Porta degli Azzolini